# Siedlce
Siedlce er en polsk by i voivodskabet Mazowieckie (Podlasie). Siedlce ligger ved floden Muchawka.

## Byens bydele
Siedlce er geografisk opdelt i 7 bydele:
- Śródmieście
- Nowe Siedlce
- Roskosz
- Stara Wieś
- Sekula
- Taradajki
- Przemyslowa

## Kendte personer fra Siedlce
- Aleksandra Oginska